# 富貴開心鬼
《富貴開心鬼》，是1989年出品的一部香港驚悚喜劇片，由黎大煒執導，董驃、沈殿霞領銜主演。

## 劇情
故事講述凌浩西一家人在暴富之後，某一晚突然因為家裡瓦斯漏氣而全部去世。但生前大家都一心要移民美國，往生後依然如故，因此在陰間獲得地府允許，暫時還魂，然後賺錢圓願。不過二個女兒的男友皆不知情，反而被騙以為全家仍然在世，並繼續與他們交往。

## 劇中人物
| 演員   | 劇中人     | 備註       |
| ------ | ---------- | ---------- |
| 董驃   | 凌浩西     |            |
| 沈殿霞 | 凌李小燕   | 凌浩西夫人 |
| 呂秀菱 | 凌嘉嘉     | 凌浩西長女 |
| 陳淑蘭 | 凌玲玲     | 凌浩西次女 |
| 吳大維 | 包有路     | 凌玲玲男友 |
| 吳啟華 | 蕭保羅     | 凌嘉嘉男友 |
| 葉子媚 | 波波       | 包有路助手 |
| 鄭浩南 | 何探長     | 警察       |
| 盧冠廷 | 馬輝       | 道士       |
| 李莉莉 | 女食客     |            |
| 楊玉梅 | 夜總會妓女 |            |

## 外部連結
- 香港影庫上《富貴開心鬼》的資料（繁體中文）
- 时光网上《富貴開心鬼》的資料（简体中文）
- 豆瓣电影上《富貴開心鬼》的資料 （简体中文）
- 互联网电影数据库（IMDb）上《富貴開心鬼》的资料（英文）